# Шифон

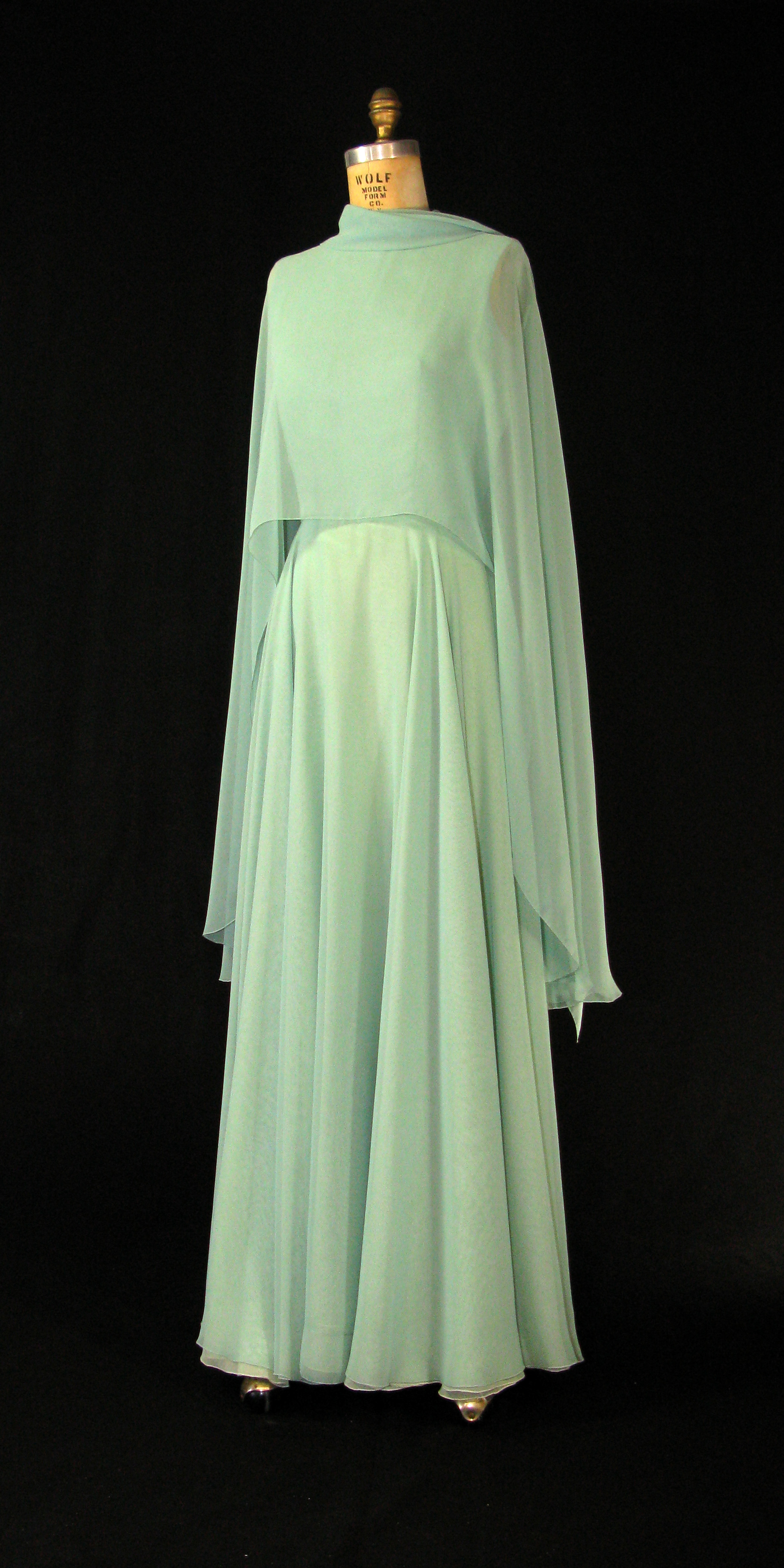
Шифоновое платье первой леди Бетти Форд. 1970-е

Шифо́н (фр. chiffon — «тряпка, лоскуток») — лёгкая, тонкая и прозрачная хлопчатобумажная или шёлковая ткань.
«Английский шифон», который встречается у А. П. Чехова в «Руководстве для желающих жениться» 1885 года, — хлопковый, чаще светлых тонов, шёл на пошив нарядного женского белья. Гладкокрашеный шёлковый шифон самых разнообразных цветов получил распространение в России в 1900-е годы с распространением модерна и неоклассицизма, в середине XX века в моду вошёл набивной шёлковый шифон. Украшенные бисером, пайетками и стеклярусом шифоновые платья обычно носили на цветных чехлах. Из шифона также шили блузки, шарфы и шали.